# 本多忠寛 (西端藩主)
本多 忠寛（ほんだ ただひろ）は、三河西端藩の初代藩主。

## 生涯
天保3年（1832年）、9000石の大身旗本である本多忠興の次男として江戸で生まれる。兄の万之助が早世したために世子となり、嘉永5年（1852年）に家督を継いで旗本となった。
元治元年（1864年）の天狗党の乱に出兵し、さらに江戸警備などで功績を挙げたことから、12月23日に伊豆田方郡・賀茂郡6か村などで1100石の加増を受け、高直しで1万500石の大名として取り立てられ、西端藩主となった。
しかし旗本時代から財政が苦しく、嘉永6年（1853年）の時点で1万5000両の借金があった。このため、財政再建と称して慶応元年（1865年）から慶応2年（1866年）にかけて御用金を厳しく取り立て、藩札も発行するなど悪政を行なっている。
慶応3年（1867年）5月20日、病気を理由に家督を長男の忠鵬に譲って隠居した。明治14年（1881年）に死去、享年50。

## 系譜
父母
- 本多忠興（父）
- 酒井忠器の姪（養母）

正室、継室
- 本多助信の娘（正室）
- 水野忠央の娘（継室）

子女
- 本多忠鵬（長男）
- 本多正順